# Stack overflow
In informatica, uno stack overflow avviene quando è richiesto l'uso di una quantità troppo elevata di memoria nello stack. 
In molti linguaggi di programmazione, lo stack delle chiamate contiene una quantità limitata di memoria, fissata di solito all'avvio del programma. La dimensione dello stack dipende da molteplici fattori, inclusi il linguaggio di programmazione, l'architettura della macchina, l'uso del multithreading e la disponibilità di memoria nel sistema. Quando è usata troppa memoria nello stack si dice che avviene un overflow, e si verifica un crash del programma. Questa classe di bug solitamente è causata da uno dei due tipi di errori di programmazione: la ricorsione infinita e l'uso di variabili di stack molto grandi.

## Ricorsione infinita
La causa più comune di uno stack overflow è una ricorsione con profondità eccessiva o infinita. 
I linguaggi che implementano la tecnica tail recursion, come ad esempio il linguaggio Scheme, permettono una particolare ricorsione infinita che può essere eseguita senza stack overflow. Questo avviene poiché le chiamate che fanno uso di tail recursion non richiedono uno spazio aggiuntivo nello stack.

## Variabili di stack molto grandi
L'altra causa principale dello stack overflow è il tentativo di allocare più memoria di quella disponibile nello stack. Questo avviene quando si crea un array di variabili locali molto grande. Per questo motivo gli array più grandi di qualche kilobyte dovrebbero essere allocati dinamicamente anziché allocarli come variabili locali.

## Cause che possono ridurre la dimensione dello stack disponibile e quindi rendere più probabile unostack overflow
Gli stack overflow sono aggravati da qualsiasi cosa riduca la dimensione effettiva dello stack di un programma.
Ad esempio un programma eseguito come thread singolo potrebbe funzionare correttamente, ma se lo stesso programma è eseguito con thread multipli si verifica un crash del programma, perché molti programmi che usano i thread hanno a disposizione uno stack più piccolo per ogni singolo thread rispetto a un programma che non usa i thread. 
Allo stesso modo, chi studia lo sviluppo di un kernel è invitato a non usare algoritmi ricorsivi e buffer molto grandi nello stack.

## Esempi nel linguaggio C/C++

### Ricorsione infinita con una funzione
```
void
 
f
()
 
{

  
f
();

}

int
 
main
(
void
)
 
{

  
f
();

  
return
 
0
;

}

```

Questo frammento di codice invoca la funzione f(), e la funzione f() a sua volta richiama se stessa, generando in tal modo una ricorsione infinita.

### Ricorsione infinita con due funzioni (mutuale)
```
void
 
f
(
void
);
 

void
 
g
(
void
);

int
 
main
(
void
)
 
{

  
f
();

  
return
 
0
;

}

 

void
 
f
(
void
)
 
{

  
g
();

}

 

void
 
g
(
void
)
 
{

  
f
();
  

}

```

La funzione f() e la funzione g() si richiamano continuamente a vicenda, finché non si verifica lo stack overflow.

### Variabile nello stack eccessivamente grande
```
int
 
main
(
void
)
 
{

  
double
 
n
[
10000000
];
 

  
return
 
0
;

}

```

L'array dichiarato in questo frammento di codice richiede più memoria di quella disponibile nello stack, causando così uno stack overflow.